# Isla Gavina
Gavina (o Na Gavina) es un pequeño islote español situado frente al litoral de Mallorca, en el municipio de Campos, Islas Baleares. Se encuentra a unos 30 metros de la playa del Trench.
Al ser una isla de pequeñas dimensiones, (100 metros de longitud y 20 de anchura), tiene una escasa vegetación y sólo crecen pequeñas plantas leñosas del género Limonium. Aunque suele ser zona de cría de gaviotas, de ahí su nombre (en catalán gavina significa 'gaviota').
Como otras muchas islas e islotes del litoral mallorquín hay restos talayóticos. En este caso se trata de una cueva artificial usada como sepulcro.
- Datos: Q11926511